# Rodolfo Lanciani

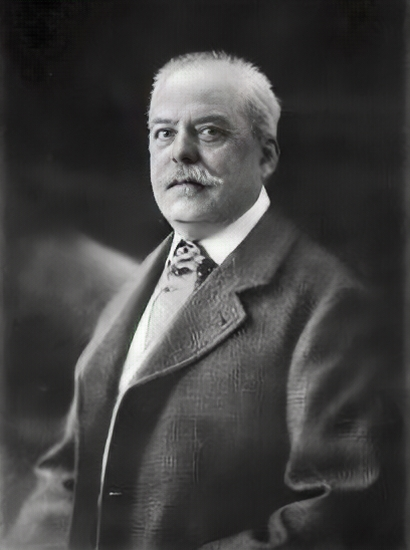
Rodolfo Lanciani

Rodolfo Amedeo Lanciani (1 de enero de 1845 - 22 de mayo de 1929) fue un arqueólogo Italiano, pionero en el estudio de la topografía de la antigua Roma. Entre sus numerosas excavaciones se encuentra la de la Casa de las Vestales en el Foro Romano, o la de los Jardines de Mecenas y los Jardines de Lamia en el Esquilino.
Reconocido como uno de los arqueólogos más importantes de su tiempo, Lanciani obtuvo el título de Doctor en Derecho por las universidades de Aberdeen, Glasgow y Harvard, y el título de Doctor en Filosofía por la Würzburg.

## Biografía
Lanciani nació en Roma, aunque algunos afirman que nació en Montecelio, actual Guidonia Montecelio. Pertenecía a una antigua y noble familia originaria de Monticelli que posteriormente se había trasladado a Roma. Rodolfo era hijo de Pietro Lanciani, ingeniero y arquitecto papal. Fue uno de los miembros fundadores de la Società romana di storia patria.
Tras licenciarse en filosofía y matemáticas en 1865 y luego en ingeniería en 1868 por la Universidad de Roma, trabajó principalmente en asuntos concernientes a la Roma antigua. Entre 1868 y 1878, trabajó como ingeniero municipal en Montecelio, sustituyendo a su padre. Desde su fundación en 1872 fue secretario de la Comisión Arqueológica Municipal de Roma, y posteriormente sería nombrado ingeniero de la Dirección General de Museos y Excavaciones del Ministerio de Educación entre 1887 y 1890. A raíz del traslado de la capital de Italia de Florencia a Roma en 1871, la ciudad vivió un frenético desarrollo urbano durante el cual la fiebre constructora sólo se equiparó a la del periodo posterior a la Segunda Guerra Mundial. Lanciani fue gracias a ello protagonista y testigo directo de un extraordinario periodo de exploración arqueológica en Roma. En esta actividad pudo seguir los numerosos descubrimientos realizados durante las obras para la capital de Roma que, como el del Púgil en reposo, describió con gran viveza. Entre 1878 fue nombrado catedrático de "Topografía Romana" en la Universidad de Roma, y por sus méritos fue posteriormente nombrado senador del Reino de Italia el 3 de junio de 1911. Lanciani participó en un gran número de excavaciones arqueológicas en Roma. Fue responsable de la prospección del Esquilino, y sus trabajos son a menudo los únicos testimonios arqueológicos de la zona, pues gran parte de los restos arqueológicos fueron o destruidos o sepultados con la construcción del moderno barrio del Esquilino. En 1874 anunció el descubrimiento de los Jardines de Mecenas y los Jardines de Lamia en la zona, que produjeron extraordinarios descubrimientos artísticos. También participó en la exploración del Foro Romano y del Palatino, a menudo en colaboración con su maestro Pietro Rosa. 
Tras su matrimonio en 1875 con la estadounidense Ellen Rhodes–fallecida el 14 de febrero de 1914 y de la que tuvo una hija, Marcella, fallecida en 1961–, se casó con una segunda esposa, la duquesa Teresa Maria Caracciolo, viuda del príncipe Marcantonio Colonna.
Fue miembro de la Accademia dei Lincei, la Academia de San Lucas, el Instituto de Berlín, la Real Academia de Bélgica y la Sociedad Arqueológica de Bruselas. Recibió numerosos títulos honoríficos, como los de Aberdeen, Würzburg, Oxford, Harvard y Glasgow.

### Trabajo como arqueólogo
Lanciani formó un núcleo de distinguidos estudiosos del Foro Romano de finales del siglo XIX, entre los que se encontraban Henri Jordan, Christian Huelsen, Samuel Ball Platner y Thomas Ashby. Richard Brilliant describió el libro de Lanciani Ruinas y excavaciones de la antigua Roma como "no disminuido en su vitalidad como estudio de las antiguas ruinas romanas" (1967).

#### Forma Urbis Romae

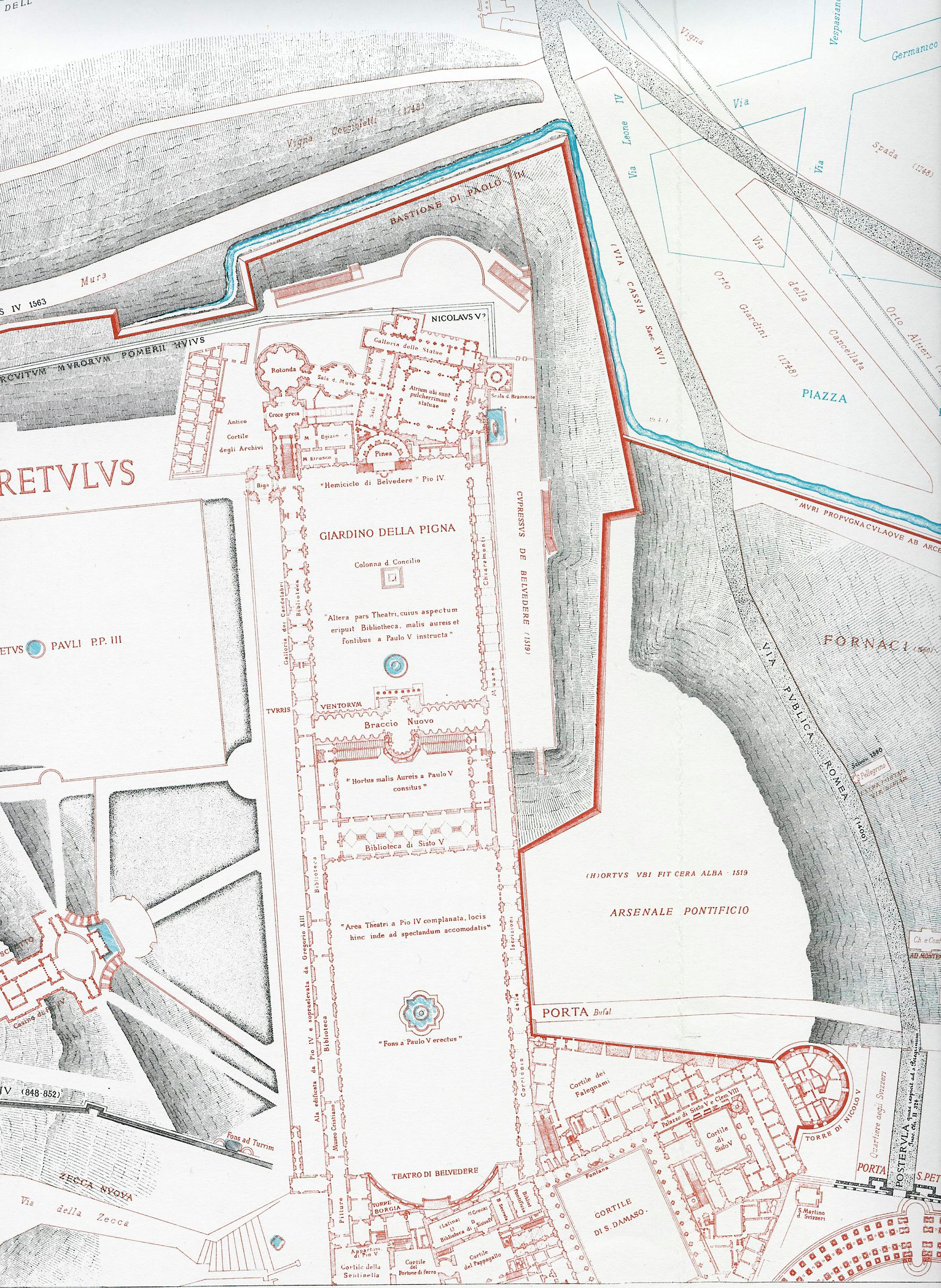
Forma Urbis Romae. Lámina VI

Como experto topógrafo, gran parte de su carrera la dedicó a localizar monumentos de la antigüedad bajo la moderna ciudad de Roma. Los resultados de sus estudios sobre la localización de los monumentos antiguos de la ciudad se publicaron entre 1893 y 1901 bajo el título de Forma Urbis Romae. Esta "obra única en su género"  se trata de un plano de todos los restos conocidos desde la época romana hasta el siglo VI. Comparte el nombre (moderno) del antiguo mapa de mármol, el Forma Urbis Romae. Se trata de un conjunto de 46 mapas detallados de la antigua Roma, publicados en 1893-1901. Los mapas miden 25 por 36 pulgadas, a una escala de 1:1000. El mapa muestra los rasgos antiguos en negro, los rasgos modernos (basados en el mapa de Nolli de 1748) en rojo, y los rasgos modernos (a partir de 1893) en azul. 
Aunque algunas de las interpretaciones de Lanciani han sido cuestionadas con el paso del tiempo, la obra, que ahora también está disponible en línea, es de considerable interés para los no especialistas, ya que también integra superposiciones modernas (calles, plazas, villas, etc.) con edificios antiguos. El moderno Atlas de la Antigua Roma de Andrea Carandini es una "actualización sistemática... y una reformulación de la información" de la Forma Urbis de Lanciani.

#### Archivos
Lanciani reunió un considerable fondo documental de imágenes y material relacionado con la historia de Roma durante su vida. Entre ellos se encuentran miles de fotografías de excavaciones y descubrimientos tomadas por el propio Lanciani, pero también constituyen miles de páginas de mapas, acuarelas, así como unos 15.000 grabados y dibujos históricos. Unos 3.000 volúmenes de documentación fueron legados al Instituto Nacional de Arqueología e Historia del Arte de Roma a la muerte de Lanciani en 1929; la colección ocupa una sala propia en el Palazzo Venezia. Aproximadamente una cuarta parte de la colección fue digitalizada y puesta a disposición del público a través de una base de datos en línea en 2017 por investigadores de las Bibliotecas de la Universidad de Stanford, el Dartmouth College y la Universidad de Oregón.
Sus investigaciones archivísticas y bibliográficas se publicaron entre 1902 y 1912 en los cuatro volúmenes de la "Storia degli Scavi di Roma e le Notizie intorno alle Collezioni Romane di Antichità" (Historia de las Excavaciones de Roma y su entorno), mientras que otros volúmenes relativos a los hallazgos del año 1000 a 1879 se han publicado recientemente en seis volúmenes más un séptimo con índices entre 1989 y 2002.

## Obras
- L'aula e gli uffici del senato romano. (Curia hostilia iulia: Secretarium senatus) (1883)
- Ancient Rome in the light of recent discoveries (1888) (online at LacusCurtius)
- L'itinerario di Einsiedeln e l'ordine di Benedetto canonico (1891)
- Pagan and Christian Rome (1893) (online at LacusCurtius) (online at ProjectGutenberg)
- The ruins and excavations of ancient Rome; a companion book for students and travelers (1897) (online) Archivado el 28 de enero de 2012 en Wayback Machine.
- The destruction of ancient Rome; a sketch of the history of the monuments (1899) (online at InternetArchive)
- Forma Urbis Romae, 1893–1901, online in full (with some broken internal links); as one PDF; republished in 1994, and 2007; at the Rumsey Map Collection
- New tales of old Rome (1901) (online at InternetArchive)
- The golden days of the renaissance in Rome, from the pontificate of Julius II to that of Paul III (1906) (online at InternetArchive)
- Wanderings in the Roman campagna (1909) (online at InternetArchive)
- The Roman forum; a photographic description of its monuments (1910) (online) (enlace roto disponible en Internet Archive; véase el historial, la primera versión y la última).
- Wanderings through ancient Roman churches (1924)
- Ancient and modern Rome (1925)
- Notes from Rome (republ. 1988)
- Storia degli scavi di Roma e notizie intorno le collezioni romane di antichità, coordinado por Leonello Malvezzi Campeggi. Hasta la actualidad, han publicado 7 volumes. (volumes 1, 2, 3 and 4 online at InternetArchive)